# Кейт Остин
Катрин Ан „Кейт“ Остин е героиня от телевизионния сериал „Изгубени“, излъчван по ABC. Ролята се изпълнява от канадската актриса Еванджелин Лили. В българския дублаж Кейт се озвучава от Елена Русалиева, от Поля Цветкова-Георгиу в дублажа на четвърти сезон на AXN и от Мая Кисьова в пети и шести сезон на AXN.

## Биография на героинята

### Преди катастрофата
Родена и израснала в Айова, Кейт е дъщеря на сервитьорката Даян и Сам, рейнджър от американската армия и ветеран от Войната в Персийския залив.

### След Катастрофата

#### Сезон 1
След като е оцеляла от катастрофата, Кейт се появява от джунглата и се среща с ранения Джак Шепърд, чиито рани тя се съгласява да зашие.

#### Сезон 2
Кейт и Лок слизат в бункера, като Кейт е първа.

#### Сезон 3
Кейт е поставена в клетка срещу тази на Сойър и работи за Другите, под наблюдението на Дани Пикет.

#### Сезон 4
Кейт проследява следите от кръвта на Наоми, която я атакува. Наоми умира.

### След Острова
В епизода Eggtown, срещу Кейт има процес за убийството на баща ѝ.

#### Сезон 5
Кейт изненадващо е посетена от Дан Нортън, адвокат, който иска да взема кръвна проба от нея и Арън, за да установи тяхната биологична връзка.

## Развитие
Около 75 жени от различни форма, размери, етноси и години участват на кастинг за ролята на Кейт.